# Waldbaum's Hamlet Cup 2001 - Qualificazioni singolare
Le qualificazioni del singolare  del Waldbaum's Hamlet Cup 2001 sono state un torneo di tennis preliminare per accedere alla fase finale della manifestazione. I vincitori dell'ultimo turno sono entrati di diritto nel tabellone principale. In caso di ritiro di uno o più giocatori aventi diritto a questi sono subentrati i lucky loser, ossia i giocatori che hanno perso nell'ultimo turno ma che avevano una classifica più alta rispetto agli altri partecipanti che avevano comunque perso nel turno finale.
Le qualificazioni del torneo Waldbaum's Hamlet Cup 2001 prevedevano 32 partecipanti di cui 4 sono entrati nel tabellone principale.

## Teste di serie
1. Dominik Hrbatý (Qualificato)
2. Andrea Gaudenzi (secondo turno)
3. Assente
4. Jacobo Diaz-Ruiz (secondo turno)

1. Félix Mantilla (Qualificato)
2. Andrej Stoljarov (primo turno)
3. Markus Hipfl (ultimo turno)
4. Stefan Koubek (secondo turno)

## Qualificati
1. Dominik Hrbatý
2. Alexander Peya

1. Félix Mantilla
2. Fernando Meligeni

## Tabellone

### Legenda
| - Q = Qualificato - WC = Wild card - LL = Lucky loser | - ALT = Alternate - SE = Special Exempt - PR = Protected Ranking | - w/o = Walkover - r = Ritirato - d = Squalificato |

### Sezione 1
|  | Primo turno            | Primo turno            | Primo turno            | Primo turno | Primo turno |  |  | Secondo turno | Secondo turno    | Secondo turno | Secondo turno | Secondo turno |   |   | Ultimo turno | Ultimo turno   | Ultimo turno   | Ultimo turno | Ultimo turno |  |
|  |                        |                        |                        |             |             |  |  |               |                  |               |               |               |   |   |              |                |                |              |              |  |
|  | 1                      | Dominik Hrbatý         | Dominik Hrbatý         | 6           | 6           |  |  |               |                  |               |               |               |   |   |              |                |                |              |              |  |
|  |                        | Michael Williams       | Michael Williams       | 3           | 2           |  |  | 1             | Dominik Hrbatý   | 68            | 6             | 6             |   |   |              |                |                |              |              |  |
|  | Mariano Zabaleta       | Mariano Zabaleta       | 6                      | 1           | 7           |  |  |               | Mariano Zabaleta | 7             | 4             | 4             |   |   |              |                |                |              |              |  |
|  | Gianluca Pozzi         | Gianluca Pozzi         | 3                      | 6           | 5           |  |  |               |                  |               |               |               |   |   | 1            | Dominik Hrbatý | Dominik Hrbatý | 6            | 6            |  |
|  | Jiří Vaněk             | Jiří Vaněk             | Jiří Vaněk             | 6           | 6           |  |  |               |                  |               | Jiří Vaněk    | Jiří Vaněk    | 3 | 2 |              |                |                |              |              |  |
|  | Rodrigo-Antonio Grilli | Rodrigo-Antonio Grilli | Rodrigo-Antonio Grilli | 4           | 2           |  |  |               | Jiří Vaněk       | Jiří Vaněk    | 7             | 6             |   |   |              |                |                |              |              |  |
|  | 8                      | Stefan Koubek          | 6                      | 2           | 6           |  |  | 8             | Stefan Koubek    | Stefan Koubek | 64            | 4             |   |   |              |                |                |              |              |  |
|  |                        | Radek Štěpánek         | 4                      | 6           | 3           |  |  |               |                  |               |               |               |   |   |              |                |                |              |              |  |

### Sezione 2
|  | Primo turno       | Primo turno       | Primo turno      | Primo turno | Primo turno |  |  | Secondo turno  | Secondo turno   | Secondo turno   | Secondo turno | Secondo turno |   |    | Ultimo turno   | Ultimo turno   | Ultimo turno | Ultimo turno | Ultimo turno |  |
|  |                   |                   |                  |             |             |  |  |                |                 |                 |               |               |   |    |                |                |              |              |              |  |
|  | 2                 | Andrea Gaudenzi   | Andrea Gaudenzi  | 6           | 6           |  |  |                |                 |                 |               |               |   |    |                |                |              |              |              |  |
|  |                   | Daniel Vacek      | Daniel Vacek     | 2           | 3           |  |  | 2              | Andrea Gaudenzi | Andrea Gaudenzi | 4             | 2r            |   |    |                |                |              |              |              |  |
|  | Alexander Peya    | Alexander Peya    | Alexander Peya   | 6           | 6           |  |  |                | Alexander Peya  | Alexander Peya  | 6             | 3             |   |    |                |                |              |              |              |  |
|  | Robby Ginepri     | Robby Ginepri     | Robby Ginepri    | 1           | 2           |  |  |                |                 |                 |               |               |   |    | Alexander Peya | Alexander Peya | 7            | 1            | 7            |  |
|  | Magnus Larsson    | Magnus Larsson    | 6                | 6(1)        | 6           |  |  |                |                 | Nicolás Massú   | Nicolás Massú | 5             | 6 | 62 |                |                |              |              |              |  |
|  | Nikolaj Davydenko | Nikolaj Davydenko | 4                | 7           | 2           |  |  | Magnus Larsson | Magnus Larsson  | 62              | 6             | 2             |   |    |                |                |              |              |              |  |
|  |                   | Nicolás Massú     | Nicolás Massú    | 6           | 4           |  |  | Nicolás Massú  | Nicolás Massú   | 7               | 4             | 6             |   |    |                |                |              |              |              |  |
|  | 6                 | Andrej Stoljarov  | Andrej Stoljarov | 1           | 1r          |  |  |                |                 |                 |               |               |   |    |                |                |              |              |              |  |

### Sezione 3
|  | Primo turno           | Primo turno           | Primo turno    | Primo turno | Primo turno |  |  | Secondo turno | Secondo turno  | Secondo turno | Secondo turno  | Secondo turno |   |   | Ultimo turno | Ultimo turno | Ultimo turno | Ultimo turno | Ultimo turno |  |
|  |                       |                       |                |             |             |  |  |               |                |               |                |               |   |   |              |              |              |              |              |  |
|  | Lovro Zovko           | Lovro Zovko           | 63             | 6           | 6           |  |  |               |                |               |                |               |   |   |              |              |              |              |              |  |
|  | Levar Harper-Griffith | Levar Harper-Griffith | 7              | 3           | 2           |  |  | Lovro Zovko   | Lovro Zovko    | 4             | 6              | 7             |   |   |              |              |              |              |              |  |
|  | Kevin Kim             | Kevin Kim             | Kevin Kim      | 7           | 7           |  |  | Kevin Kim     | Kevin Kim      | 6             | 1              | 5             |   |   |              |              |              |              |              |  |
|  | Lior Mor              | Lior Mor              | Lior Mor       | 65          | 68          |  |  |               |                |               |                |               |   |   |              | Lovro Zovko  | 4            | 6            | 65           |  |
|  | Martin Lee            | Martin Lee            | Martin Lee     | 7           | 6           |  |  |               |                | 5             | Félix Mantilla | 6             | 3 | 7 |              |              |              |              |              |  |
|  | James Blake           | James Blake           | James Blake    | 63          | 3           |  |  |               | Martin Lee     | 7             | 64             | 3             |   |   |              |              |              |              |              |  |
|  | 5                     | Félix Mantilla        | Félix Mantilla | 6           | 6           |  |  | 5             | Félix Mantilla | 64            | 7              | 6             |   |   |              |              |              |              |              |  |
|  |                       | Leoš Friedl           | Leoš Friedl    | 4           | 4           |  |  |               |                |               |                |               |   |   |              |              |              |              |              |  |

### Sezione 4
|  | Primo turno       | Primo turno        | Primo turno        | Primo turno | Primo turno |  |  | Secondo turno | Secondo turno     | Secondo turno | Secondo turno | Secondo turno |   |    | Ultimo turno | Ultimo turno      | Ultimo turno      | Ultimo turno | Ultimo turno |  |
|  |                   |                    |                    |             |             |  |  |               |                   |               |               |               |   |    |              |                   |                   |              |              |  |
|  | 4                 | Jacobo Diaz-Ruiz   | 4                  | 6           | 7           |  |  |               |                   |               |               |               |   |    |              |                   |                   |              |              |  |
|  |                   | Petr Luxa          | 6                  | 4           | 5           |  |  | 4             | Jacobo Diaz-Ruiz  | 1             | 7             | 3             |   |    |              |                   |                   |              |              |  |
|  | Fernando Meligeni | Fernando Meligeni  | Fernando Meligeni  | 7           | 6           |  |  |               | Fernando Meligeni | 6             | 65            | 6             |   |    |              |                   |                   |              |              |  |
|  | Alexandre Simoni  | Alexandre Simoni   | Alexandre Simoni   | 5           | 4           |  |  |               |                   |               |               |               |   |    |              | Fernando Meligeni | Fernando Meligeni | 6            | 7            |  |
|  | Jaymon Crabb      | Jaymon Crabb       | 4                  | 6           | 4           |  |  |               |                   | 7             | Markus Hipfl  | Markus Hipfl  | 4 | 64 |              |                   |                   |              |              |  |
|  | Sláva Doseděl     | Sláva Doseděl      | 6                  | 3           | 2r          |  |  |               | Jaymon Crabb      | Jaymon Crabb  | 2             | 2             |   |    |              |                   |                   |              |              |  |
|  | 7                 | Markus Hipfl       | Markus Hipfl       | 7           | 7           |  |  | 7             | Markus Hipfl      | Markus Hipfl  | 6             | 6             |   |    |              |                   |                   |              |              |  |
|  |                   | Arnaud Di Pasquale | Arnaud Di Pasquale | 6(1)        | 65          |  |  |               |                   |               |               |               |   |    |              |                   |                   |              |              |  |